# Trimorphodon
Trimorphodon este un gen de șerpi din familia Colubridae.

Cladograma conform Catalogue of Life:
| Trimorphodon | \| \| Trimorphodon biscutatus \| \| \| \| \| \| Trimorphodon tau \| \| \| \| |
|              | \| \| Trimorphodon biscutatus \| \| \| \| \| \| Trimorphodon tau \| \| \| \| |
|              | Trimorphodon biscutatus                                                      |
|              |                                                                              |
|              | Trimorphodon tau                                                             |
|              |                                                                              |

## Galerie

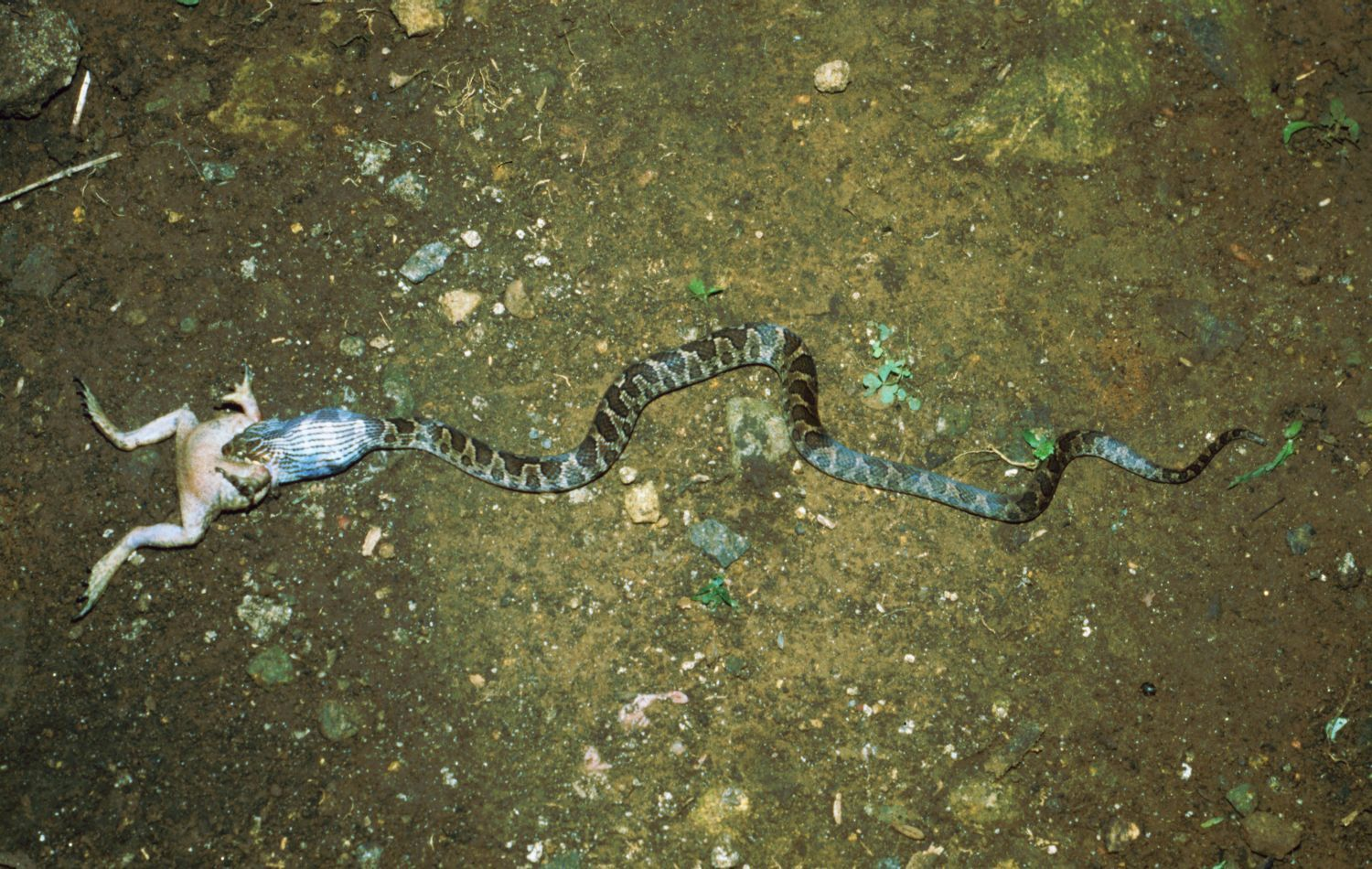